# Borgo Mantovano
Borgo Mantovano är en kommun i provinsen Mantua i regionen Lombardiet i Italien. Kommunen hade 5 529 invånare (2018).
Kommunen Borgo Mantovano bildades den 1 januari 2018 genom en sammanslagning av de tidigare kommunerna Pieve di Coriano, Revere och Villa Poma.